# Råneälven
Råneälven (lulesamiska Rávnaädno, nordsamiska Radnejokk eller Rávnaädno, på finska Rånejoki, Raunajoki,) kommer från Råneträsket (Radnejaure) söder om Dundret i Gällivare kommun, och är landets största kustmynnande skogsälv med avseende på avrinningsområdet. Längd cirka 210 km, avrinningsområde 4 207 km².
Till största delen (ca 150 km) flyter Råneälven genom obebodda skogs- och myrmarker, men från och med Valvträsket (första sjön nedströms Råneträsket) och Degerselet (den största sjön i flodområdet) är inslaget av jordbruksmark stort. Således är de 5 sista milen av riktig älvdalskaraktär, och älven flyter här också lugnare med många sel. Älven blir här en utmärkt kanotled, med undantag för Lassbyforsen, Långforsen och Niemiforsen i Niemisel och själva Rånforsen inne i Råneå samhälle. Älven har liksom många andra vattendrag använts som flottningsled, vilket också ledde till att man försökte leda och avgränsa älvens vatten så att flottningen underlättades. Spår av detta ses bland annat längs forsarna i Niemisel. Flottningen upphörde under 50-talet. Trävaruhus under andra halvan av 1800-talet berörde givetvis även skogarna längs Råneälven, varför ett antal sågverk som nyttjade forsarnas vattenkraft för sin drift anlades. Idag finns knappt några lämningar av sågarna kvar, åtminstone inte några lätt identifierbara för den obevandrade iakttagaren.  Älven mynnar i Rånefjärden i norra Bottenviken. Älven är ett av Sveriges absolut bästa kräftfiskevatten (flodkräfta). 
I slutet av 1980-talet gick debatten hög kring eventuell älvutbyggnad. Den beräknade medelvatteneffekten är 97 MW (megawatt). Men från och med 1990 är Råneälven fredad i lag från vattenkraftsintressena.

## Biflöden
- Venetjoki (Båtbäcken)
- Aimojåkk/Sör-Lillån
- Norr-Lillån
- Livasälven/Rörån
- Abramsån
- Kvarnån
- Bjurån

## Platser vid Råne älv
- Nattavaara, Gällivare kommun
- Koskivaara, Gällivare kommun
- Mårdsel, Gällivare kommun
- Valvträsk, Bodens kommun
- Överstbyn, Bodens kommun
- Gunnarsbyn, Bodens kommun
- Lassbyn, Bodens kommun
- Niemisel, Luleå kommun
- Melderstein, Luleå kommun
- Norra Prästholm, Luleå kommun
- Södra Prästholm, Luleå kommun
- Böle, Luleå kommun
- Råneå, Luleå kommun